# Григорий I Охридски
Григорий (на гръцки: Γρηγορίος) е византийски духовник, охридски архиепископ към 1317 – 1327 година.

## Биография
Григорий най-вероятно е ученик на големия византийски учен Максим Плануд. Той заема охридската катедра след Макарий, последните сведения за когото са от 1299 г. Името му е споменато в гръцки тухлен надпис върху западната стена на добавения по негово време към църквата „Света София“ двуетажен притвор: ...Григорий..., като издигна храм, всемъдро поучава мизийския народ на богописания закон. Година 6825 [1317 г. от Р.Х.] Запазени са три негови писма до различни лица и съчинена от него църковна служба за отците от Седмия вселенски събор. Вероятно до Григорий се отнася и молитвеното посвещение върху една дарена на Охридската архиепископия плащаница: „Помени при светите жертви, пастирю на българите, цар Андроник Палеолог". През 1327 г. Григорий преговаря от името на византийския император с претендента Андроник III Палеолог. Неизвестно е кога точно умира или напуска архиепископската длъжност, но това е станало с положителност преди 1341 г.